# Secretaría de las Mujeres (México)
La Secretaría de las Mujeres es una de las veintiún secretarías de Estado que, junto con la Consejería Jurídica del Ejecutivo Federal y la Agencia de Transformación Digital y Telecomunicaciones, conforman el gabinete legal del presidente de México. Es el despacho del poder ejecutivo federal encargado de diseñar, planear, ejecutar y coordinar las políticas públicas en materia de igualdad y equidad de género.
Para tales efectos, sus responsabilidades incluyen, asesorar y vigilar que en la aplicación de los planes, programas y proyectos del resto de las secretarías de estado, se instrumentalize la perspectiva de género y la interseccionalidad; generar y operar las políticas nacionales relacionadas con la prevención de violencia contra las mujeres y el sistema de cuidados; implementar los procesos formativos en el servicio público para erradicar todo tipo de violencia y discriminación hacia las mujeres; asistir a la Secretaría de Salud en la estrategia de salud sexual y reproductiva; y promover la difusión y sensibilización de los derechos de la mujer en los medios de comunicación, las instituciones educativas, los centros de trabajo y los foros públicos.
Sustituyó el 1 de enero de 2025 al Instituto Nacional de las Mujeres, creado el 12 de enero de 2001; su elevación al rango de secretaría fue parte de la proyecto político en la materia de la presidenta Claudia Sheinbaum, que buscaba ampliar las capacidades y facultades del Instituto para intervenir en las problemáticas sociales vinculadas a la desigualdad de género.